# کاروانسرای پاریز
کاروانسرای پاریز در جبهة غربی بخش پاریز از توابع شهرستان سیرجان قرار دارد. این کاروانسرا از جمله هفت کاروانسرای ایجاد شده توسط مرحوم آقاسیدهدایت سیرجانی کرمانی است که به روزگار قاجار در این بخش ایجاد شده‌است. این بنا از جمله کاروانسراهای برون شهری مسیر سیرجان-رفسنجان است که با پلان چهارضلعی ایجاد شده‌است و دارای قسمت‌های مختلف ازجمله سردر ورودی، اتاق‌های استراحت نگهبانان، غرفه‌ها، ایوان‌ها، اصطبل‌ها و بخش شاه‌نشین می‌باشد.
این بنا دارای مالک خصوصی است که مدارک آن پس از طرح در جلسة شورای ثبت منطقه‌ای حوزة جنوب شرق جهت طی مراحل قانونی و ثبت نهایی به سازمان میراث فرهنگی کشور ارسال شده‌است.